# Frederick Hibbins
Frederick Newton Hibbins (Stamford, Lincolnshire, 23 de març de 1890 – Stamford, 1969) fou un atleta anglès, especialista en proves de fons, que va competir durant el primer quart del segle xx.
En el seu palmarès la medalla de bronze en la prova de cros per equips del programa d'atletisme dels Jocs Olímpics d'Estocolm de 1912 junt a Ernest Glover i Thomas Humphreys. En aquesta mateixos Jocs fou quinzè en la prova individual de cros. També disputà les proves dels 10.000 i els 5.000 metres, però en cap d'elles arribà a la final.